# Alderney
Alderney [ˈɔːldənɪ] (französisch Aurigny, Auregnais: Aoeur'gny) ist die nördlichste der vor der französischen Küste liegenden Kanalinseln und gehört zur Vogtei (bailiwick) Guernsey. Die Kanalinseln sind weder Teil des Vereinigten Königreichs noch Kronkolonien, sondern als Kronbesitzungen (englisch crown dependencies: Vogteien Guernsey und Jersey) direkt der britischen Krone unterstellt.
Die Insel hat eine maximale Länge von etwa sechs Kilometern und eine maximale Breite von mehr als zwei Kilometern. Mit einer Fläche von 7,8 km² ist sie die drittgrößte Kanalinsel. Sie liegt etwa 15 Kilometer westlich des Cap de la Hague auf der normannischen Halbinsel Cotentin, 32 Kilometer nordöstlich von Guernsey und 95 Kilometer südlich von Großbritannien und ist die einzige der Kanalinseln, die nicht in der Bucht von Saint-Malo, sondern im Ärmelkanal selbst liegt.
Auf Alderney leben ungefähr 2000 Menschen, die traditionell mit dem Spitznamen „lapins“ (französisch Kaninchen) bezeichnet werden, da diese die vorherrschenden Tiere auf der Insel sind. Die Hauptstadt und einzige Gemeinde der Insel ist Saint Anne. Es gibt eine Grundschule, eine weiterführende Schule, ein Postamt, Hotels, Restaurants, Banken und Geschäfte. Alderney ist als Wohnsitz vor allem bei Rentnern beliebt, weshalb das Durchschnittsalter der Bevölkerung recht hoch ist.

## Geografie
Alderney ist ähnlich wie die übrigen Kanalinseln strukturiert; steil abfallende Klippen wechseln sich mit Stränden und Dünen ab. Das Klima ist aufgrund des Meeres mild und ausgeglichen. Die Sommer sind üblicherweise wärmer als auf den übrigen Britischen Inseln. Die Insel hat eine reiche Flora, wenngleich diese karger ist als auf den übrigen, geschützter im Golf von Saint-Malo liegenden Kanalinseln. Die am häufigsten vorkommende Vogelart sind Alkenvögel. Der Blonde Igel ist eine nur auf Alderney heimische Variante des Westeuropäischen Igels.
Die Insel ist von Felsen umgeben, vor denen Hunderte Schiffswracks liegen. Auf beiden Seiten der Insel herrschen tückische Gezeitenströme: Zwischen Alderney und Burhou (einer Felseninsel vor dem Hafen) die Swinge, in der Longis Bay La Raz. Zwischen Alderney und Frankreich liegt die Straße von Alderney.

## Geschichte
| Flagge von Alderney | Wappen von Alderney |
| Flagge              | Wappen              |

Ursprünglich waren alle Kanalinseln Teil des Herzogtums Normandie. Im Jahr 1066 eroberte Herzog Wilhelm der Eroberer England und ließ sich zu dessen König krönen. Die Kanalinseln blieben in königlichem Besitz, auch nachdem England 1204 die Herrschaft über die Normandie verloren hatte.

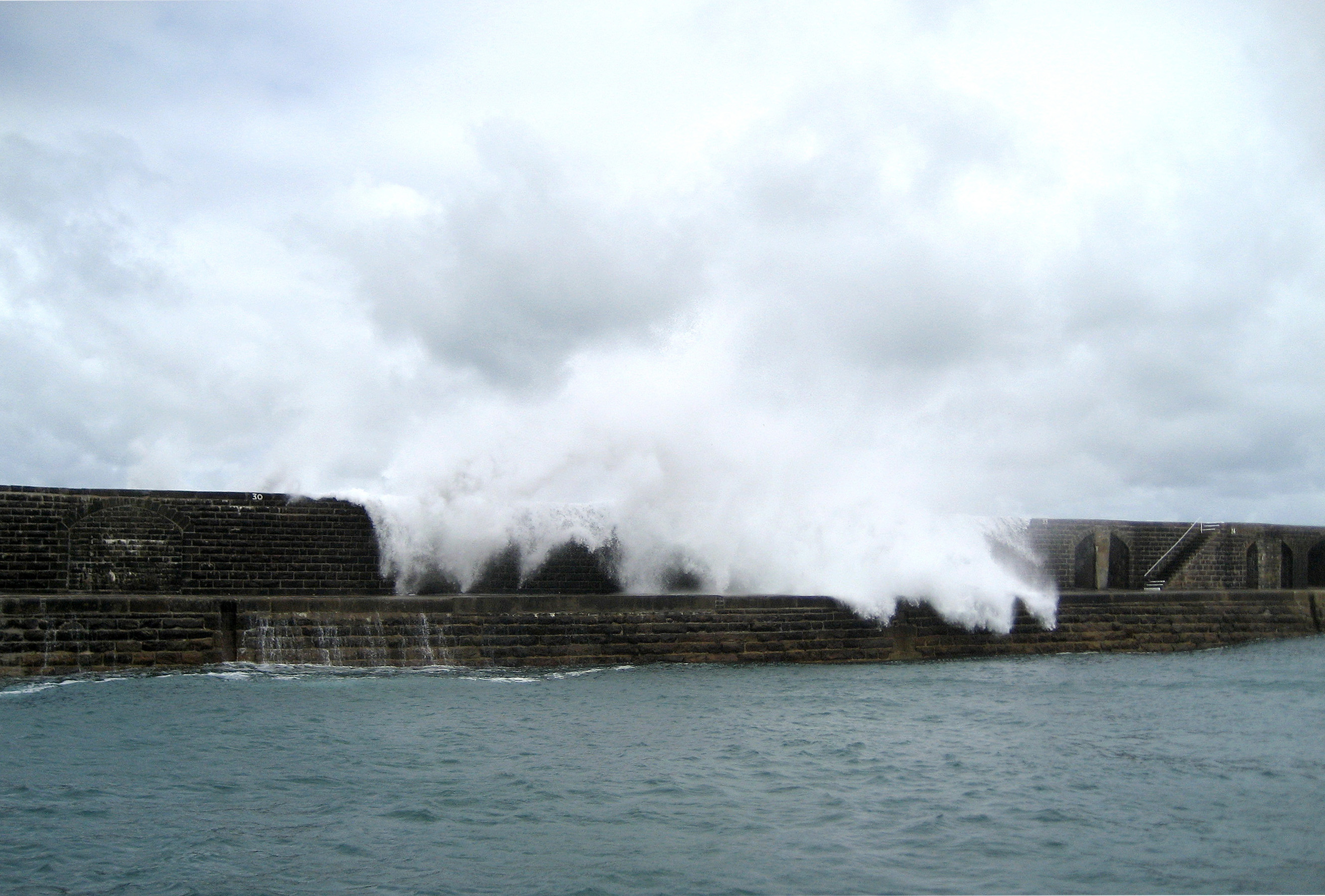
Wellenbrecher an der Braye Bay

Alderney entwickelte sich langsam und war lange ein abgeschiedener Ort. Dies änderte sich im 19. Jahrhundert, als die britische Regierung beschloss, auf der Insel große Festungsanlagen und einen strategischen Hafen zu errichten, um allfällige Angriffe von Frankreich aus zu verhindern. Die vielen englischen und irischen Arbeiter sowie die große britische Garnisonsbesatzung führten zu einer raschen Anglisierung Alderneys. Der Hafen wurde nie fertiggestellt, die von dem Ingenieur James Walker entworfenen Wellenbrecher sind heute eine der Sehenswürdigkeiten der Insel.
Als während des Zweiten Weltkriegs eine Invasion der deutschen Wehrmacht bevorstand, wurde 1940 die gesamte Inselbevölkerung überstürzt nach England und vor allem nach Schottland evakuiert. Bewohner von Guernsey holten einige Tage später die zurückgelassenen ca. 370 Kühe der Alderney-Rasse nach. Kurz darauf besetzte die Wehrmacht die Insel. Die Deutschen betrieben auf Alderney drei Arbeits- und ein Konzentrationslager, das sogenannte KZ Alderney. Die KZ-Häftlinge sowie Zwangsarbeiter wurden zum Bau von Bunkern und anderen Befestigungsanlagen eingesetzt. Kommandant des Lagers von Alderney war Major Carl Hofmann. Es wird geschätzt, dass auf der Insel zwischen 700 und 1000 Häftlinge ermordet wurden, viele Fachleute halten diese Zahl aber für zu gering. Theodore Pantcheff, ein britischer Hauptmann, fertigte 1945 einen Bericht über das Lager an, der nach Moskau geschickt wurde, die britische Kopie wurde angeblich vernichtet. Eine Kopie wurde jedoch in Kew gefunden. Nach dem Krieg wurde Hofmann zunächst in London gefangen gehalten, wurde aber 1948 entlassen und starb 1974 in Hameln. Auch Hauptsturmführer Maximilian List wurde ohne Verfahren entlassen und lebte unbehelligt in Deutschland. Dies wurde erst durch eine Artikelserie des Observer-Journalisten Solomon Steckoll 1982 bekannt. Die Überreste des Lagers wurden durch Caroline Sturdy Colls von der Staffordshire University archäologisch untersucht.
Ab September 1944 war Alderney von allen Versorgungslieferungen abgeschnitten. Nicht nur sämtliche Bäume, sondern auch Haustüren, Fensterrahmen und Treppen wurden als Heiz- und Brennmaterial verwendet. Am 16. Mai 1945 (eine Woche später als die anderen Kanalinseln) wurde Alderney kampflos befreit. Nachdem das britische Militär zusammen mit 500 deutschen Kriegsgefangenen die Insel von Minen befreit hatte, kehrten im Dezember 1945 zwei Drittel der Inselbewohner zurück. Da die wirtschaftlichen Aussichten pessimistisch beurteilt wurden, wurde Alderney 1948 Teil des Bailiwicks Guernsey, innerhalb dessen die Insel eine beschränkte Unabhängigkeit genießt. In diesem Zusammenhang musste sich Alderney verpflichten, dieselben Steuern zu erheben wie Guernsey.
Im Zeitraum zwischen 1950 und 1963 versenkten die britische und die belgische Regierung circa 28.500 Fässer (17.244 Tonnen) schwachradioaktive Abfälle in den nordwestlich der Insel gelegenen Unterwassergraben Hurd’s Deep.

## Kultur
Auregnais, der lokale normannische Dialekt, ist ausgestorben. Auch Französisch wird auf der Insel nicht mehr gesprochen, es verlor 1966 seinen Status als Amtssprache. Dies hängt damit zusammen, dass die Bevölkerung, die während des Zweiten Weltkrieges nach England gebracht worden war, nach der Rückkehr fast nur noch Englisch sprach. Die meisten Orts- und Flurnamen sind weiterhin französisch.
Aufgrund der ruhigen, abgeschiedenen Atmosphäre ist Alderney seit dem 19. Jahrhundert ein beliebtes Reiseziel. Zu den prominenten Besuchern zählen die Schriftsteller Victor Hugo, Terence Hanbury White und Elizabeth Beresford, der Cricketspieler Ian Botham und die Schauspielerin Julie Andrews.
Anfang August findet die Alderney Week mit zahlreichen kulturellen und sportlichen Veranstaltungen statt.

## Strände
| - Arch Bay - Braye Bay - Clonque - Corblets | - Longis Bay - Platte Saline - Saye - Telegraph Bay |

## Verkehr

Leuchtturm von Alderney

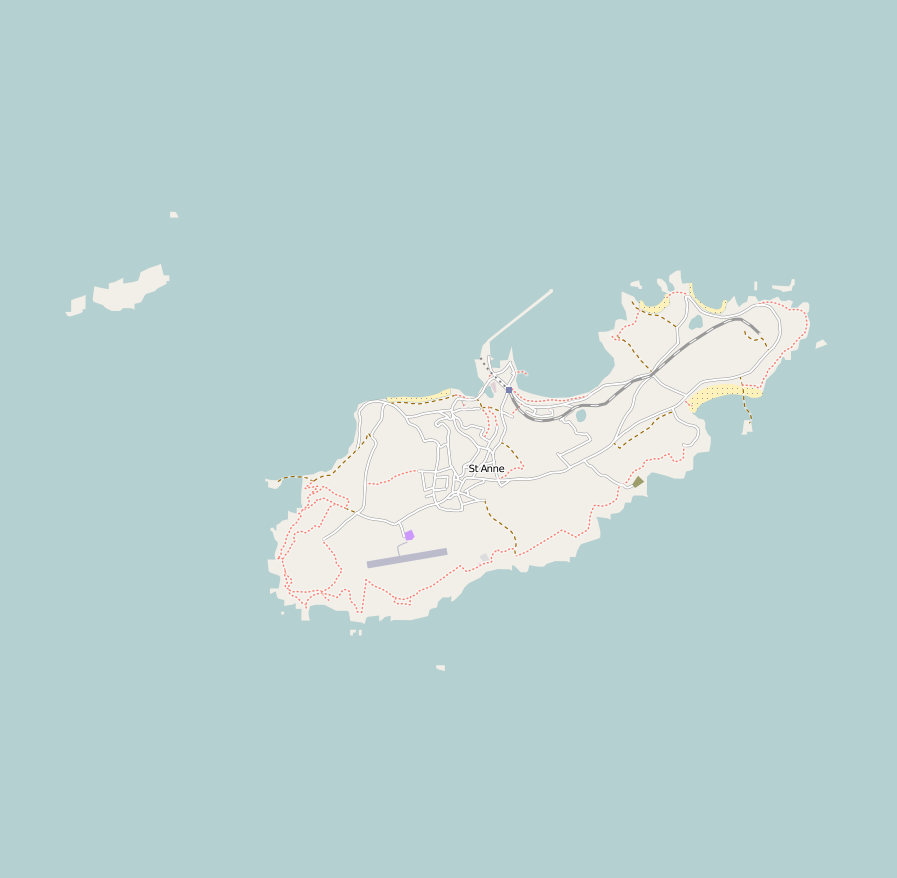
Verlauf der Bahnstrecke auf einer Karte der Insel

### Schiffs- und Flugverkehr
Fähren verkehren nach Cherbourg und zu den anderen Kanalinseln.
1912 wurde nahe der Nordostspitze der Insel der Leuchtturm mit einer Höhe von 32 Metern errichtet. Ab 1976 elektrisch betrieben und seit 1997 komplett automatisiert, wurde er 2011 auf LED-Leuchten umgerüstet und seitdem mit reduzierter Reichweite betrieben.
Im Jahr 1935 wurde auf Alderney südwestlich von Saint Anne der erste landbasierte Flughafen der Kanalinseln angelegt. Er dient bis heute dem Regionalverkehr mit Verbindungen nach Guernsey und Southampton und wird derzeit (2016) im Linienverkehr ausschließlich von der auf Guernsey ansässigen Fluggesellschaft Aurigny Air Services bedient. Andere Flugrouten, z. B. nach Bournemouth, Brighton, Plymouth, Exeter, Jersey und Cherbourg, wurden mangels Rentabilität wieder eingestellt.

### Die Alderney Railway
Die Alderney Railway feierte als einzige Eisenbahngesellschaft der Kanalinseln 1997 ihr 150. Jubiläum. Sie verbindet bei 15 Minuten Fahrtdauer den Nordosten (Steinbrüche, Mannez Quarry und Mannez-Leuchtturm) mit dem Hafen. Gebaut in den 1840er Jahren im Auftrag der britischen Regierung (Admiralität) für den Bau der Wellenbrecher und der Befestigungsanlagen, wurde die Strecke 1847 eröffnet. Die ersten offiziellen Passagiere waren Königin Victoria und Prinz Albert anlässlich ihres Besuchs auf Alderney im Jahr 1854. Für dieses Ereignis wurde eigens ein Lokomotivtender zu einer Kutsche umgebaut und dann von Pferden über die Strecke gezogen. Seit den 1970er Jahren werden auch Personen transportiert, zunächst mit einer Dampflokomotive. Die jetzige Diesellok (Vulcan Drewry 0-4-0, „Elizabeth“) zieht in der Regel zwei ehemalige U-Bahn-Wagen der London Underground von 1959 mit Aluminiumverkleidung (die Vorgänger mussten wegen Rost durch die salzhaltige Luft verschrottet werden). Der Fahrzeugpark umfasst daneben eine weitere Lok und sechs Kleinbahnwaggons. Eine Besonderheit ist, dass es in der Lok Rettungsringe gibt, die nach einem Unfall beim Bau der Wellenbrecher im Jahr 1912 eingeführt wurden. Führer und Heizer überlebten damals allerdings auch ohne diese Sicherheitsmaßnahme.

## Gemeindepartnerschaft
- Beaumont-Hague (Département Manche), Frankreich, seit 1989[17]